# Live Aid
Live Aid (česky doslova „živá pomoc“) byl benefiční dvojkoncert, který se konal v sobotu 13. července 1985, stejně jako probíhající hudební sbírková iniciativa. Tento dosud největší koncert v dějinách rockové a populární hudby pořádali Bob Geldof a Midge Ure. Účelem koncertu bylo získat finanční prostředky pro potlačení následků hladomoru v Etiopii. Akce, označovaná jako „globální jukebox“, se konala současně na stadionu ve Wembley v britském hlavním městě Londýně za účasti asi 72 000 lidí a na stadionu Johna F. Kennedyho ve Filadelfii v USA za účasti 89 484 lidí.
Ve stejný den se konaly koncerty inspirované touto iniciativou v dalších zemích, jako byly Sovětský svaz, Kanada, Japonsko, Jugoslávie, Rakousko, Austrálie a Západní Německo. Byl to jeden z nejrozsáhlejších projektů satelitních spojení a televizního vysílání všech dob; živé vysílání sledovalo odhadované publikum 1,9 miliardy lidí ve 150 zemích, což odpovídalo téměř 40 % tehdejší světové populace. Konečný výtěžek akce přesáhl 280 milionů dolarů.
Program slavnostně zahájili v pravé poledne v londýnském Wembley princ Charles a princezna Diana a po osmi hodinách hudebních vystoupení se na dalších šest hodin přesunul do Filadelfie. Na akci vystoupili mimo jiné U2, Black Sabbath, Queen, Judas Priest, Eric Clapton, Led Zeppelin, Bob Dylan, Mick Jagger, Paul McCartney či David Bowie a také Madonna. Například Phil Collins vystoupil v Londýně, poté nasedl do letadla Concorde, přeletěl Atlantský oceán a vystoupil i v New Yorku. Za vrchol programu se označuje šestipísničkový program britské skupiny Queen, který byl po 20 letech zvolen za nejlepší živý hudební výkon všech dob a po více než 30 letech byl částečně rekonstruován v závěru životopisného filmu Bohemian Rhapsody (2018).

## Seznam vystupujících a písní

### Stadion Wembley, Londýn
| Čas   | Vystupující                                                                                  | Odehrané písně |
| ----- | -------------------------------------------------------------------------------------------- | --- |
| 12.00 | Londýnská královská garda                                                                    | „Royal Salute“ „God Save the Queen“ (prvních 6 taktů) |
| 12.01 | Status Quo                                                                                   | „Rockin' All Over the World“ „Caroline“ „Don't Waste My Time“ |
| 12.19 | The Style Council                                                                            | „You're the Best Thing“ „Big Boss Groove“ „Internationalists“ „Walls Come Tumbling Down!“ |
| 12.44 | The Boomtown Rats                                                                            | „I Don't Like Mondays“ „Drag Me Down“ „Rat Trap“ |
| 13.01 | Adam Ant                                                                                     | „Vive Le Rock“ |
| 13.17 | Ultravox                                                                                     | „Reap the Wild Wind“ „Dancing with Tears in My Eyes“ „One Small Day“ „Vienna“ |
| 13.46 | Spandau Ballet                                                                               | „Only When You Leave“ „Virgin“ „True“ |
| 14.07 | Elvis Costello                                                                               | „All You Need Is Love“ |
| 14.22 | Nik Kershaw                                                                                  | „Wide Boy“ „Don Quixote“ „The Riddle“ „Wouldn't It Be Good“ |
| 14.53 | Sade                                                                                         | „Why Can't We Live Together“ „Your Love Is King“ „Is It a Crime“ |
| 15.18 | Sting / Phil Collins                                                                         | „Roxanne“ (Sting) „Driven to Tears“ (Sting) „Against All Odds (Take a Look at Me Now)“ (Phil Collins) „Message in a Bottle“ (Sting) „In the Air Tonight“ (Phil Collins) „Long Long Way to Go“ (společně) „Every Breath You Take“ (společně) |
| 15.49 | Howard Jones                                                                                 | „Hide and Seek“ |
| 16.08 | Bryan Ferry (společně s Davidem Gilmourem jako doprovodným kytaristou)                       | „Sensation“ „Boys And Girls“ „Slave to Love“ „Jealous Guy“ |
| 16.40 | Paul Young                                                                                   | „Do They Know It's Christmas?“ (intro) „Come Back and Stay“ „That's the Way Love Is“ (společně s Alison Moyet) „Every Time You Go Away“ |
| 17.19 | U2                                                                                           | „Sunday Bloody Sunday“ „Bad“ (úryvky písní „Satellite of Love“, „Ruby Tuesday“, „Sympathy for the Devil“ a „Walk on the Wild Side“) |
| 18.00 | Dire Straits                                                                                 | „Money for Nothing“ (společně se Stingem) „Sultans of Swing“ |
| 18.41 | Queen                                                                                        | „Bohemian Rhapsody“ (první část) „Radio Ga Ga“ (zkrácená verze) „Hammer to Fall“ „Crazy Little Thing Called Love“ „We Will Rock You“ (zkrácená verze) „We Are the Champions“                                                                |
| 19.23 | David Bowie                                                                                  | „TVC 15“ „Rebel Rebel“ „Modern Love“ „Heroes“ |
| 19.59 | The Who                                                                                      | „My Generation“ „Pinball Wizard“ „Love, Reign o'er Me“ „Won't Get Fooled Again“ |
| 20.50 | Elton John                                                                                   | „I'm Still Standing“ „Bennie and the Jets“ „Rocket Man“ „Don't Go Breaking My Heart“ (společně s Kiki Dee) „Don't Let the Sun Go Down on Me“ (společně s Wham!) „Can I Get a Witness“                                                       |
| 21.48 | Freddie Mercury a Brian May                                                                  | „Is This the World We Created…?“ |
| 21.51 | Paul McCartney (společně s Davidem Bowiem, Bobem Geldofem, Alison Moyet a Petem Townshendem) | „Let It Be“ |
| 21.57 | Band Aid                                                                                     | „Do They Know It's Christmas?“ |

### Stadion Johna F. Kennedyho, Filadelfie
| Čas   | Vystupující                                                                        | Odehrané písně |
| ----- | ---------------------------------------------------------------------------------- | --- |
| 8.51  | Bernard Watson                                                                     | „All I Really Want to Do“ „Interview“ |
| 9.01  | Joan Baez                                                                          | „Amazing Grace“ „We Are the World“ |
| 9.10  | The Hooters                                                                        | „And We Danced“ „All You Zombies“ |
| 9.32  | Four Tops                                                                          | „Shake Me, Wake Me (When It's Over)“ „Bernadette“ „It's the Same Old Song“ „Reach Out I'll Be There“ „I Can't Help Myself (Sugar Pie, Honey Bunch)“                                                                          |
| 9.45  | Billy Ocean                                                                        | „Caribbean Queen“ „Loverboy“ |
| 9.55  | Black Sabbath                                                                      | „Children of the Grave“ „Iron Man“ „Paranoid“ |
| 10.12 | Run–D.M.C.                                                                         | „Jam Master Jay“ „King of Rock“ |
| 10.27 | Rick Springfield                                                                   | „Love Somebody“ „State of the Heart“ „Human Touch“ |
| 10.47 | REO Speedwagon                                                                     | „Can't Fight This Feeling“ „Roll with the Changes“ |
| 11.12 | Crosby, Stills and Nash                                                            | „Southern Cross“ „Teach Your Children“ „Suite: Judy Blue Eyes“ |
| 11.29 | Judas Priest                                                                       | „Living After Midnight“ „The Green Manalishi (With the Two-Pronged Crown)“ „You've Got Another Thing Comin'“ |
| 12.01 | Bryan Adams                                                                        | „Kids Wanna Rock“ „Summer of '69“ „Tears Are Not Enough“ „Cuts Like a Knife“ |
| 12.39 | The Beach Boys                                                                     | „California Girls“ „Help Me, Rhonda“ „Wouldn't It Be Nice“ „Good Vibrations“ „Surfin' U.S.A.“ |
| 13.26 | George Thorogood and the Destroyers (společně s Bo Diddleyem a Albertem Collinsem) | „Who Do You Love?“ (společně s Bo Diddleyem) „The Sky Is Crying“ „Madison Blues“ (společně s Albertem Collinsem) |
| 14.05 | Simple Minds                                                                       | „Ghost Dancing“ „Don't You (Forget About Me)“ „Promised You a Miracle“ |
| 14.41 | Pretenders                                                                         | „Time the Avenger“ „Message of Love“ „Stop Your Sobbing“ „Back on the Chain Gang“ „Middle of the Road“ |
| 15.21 | Santana (společně s Pat Metheny)                                                   | „Brotherhood“ „Primera Invasion“ „Open Invitation“ „By the Pool“ „Right Now“ |
| 15.57 | Ashford & Simpson (společně s Teddym Pendergrassem)                                | „Solid“ „Reach Out and Touch (Somebody's Hand)“ (společně s Teddy Pendergrassem) |
| 16.27 | Madonna (společně s Thompson Twins a Nile Rodgers)                                 | „Holiday“ „Into the Groove“ „Love Makes the World Go Round“ (společně s Thompson Twins a Nile Rodgersem) |
| 17.02 | Tom Petty and the Heartbreakers                                                    | „American Girl“ „The Waiting“ „Rebels“ „Refugee“ |
| 17.30 | Kenny Loggins                                                                      | „Footloose“ |
| 17.39 | The Cars                                                                           | „You Might Think“ „Drive“ „Just What I Needed“ „Heartbeat City“ |
| 18.06 | Neil Young                                                                         | „Sugar Mountain“ „The Needle and the Damage Done“ „Helpless“ „Nothing Is Perfect (In God's Perfect Plan)“ „Powderfinger“ |
| 18.42 | The Power Station                                                                  | „Murderess“ „Get It On“ |
| 19.21 | Thompson Twins                                                                     | „Hold Me Now“ „Revolution“ (společně s Madonnou, Stevem Stevensem a Nile Rodgersem) |
| 19.38 | Eric Clapton                                                                       | „White Room“ „She's Waiting“ „Layla“ |
| 20.00 | Phil Collins                                                                       | „Against All Odds (Take a Look at Me Now)“ „In the Air Tonight“ |
| 20.10 | Led Zeppelin                                                                       | „Rock and Roll“ „Whole Lotta Love“ „Stairway to Heaven“ |
| 20.39 | Crosby, Stills, Nash & Young                                                       | „Only Love Can Break Your Heart“ „Daylight Again/Find the Cost of Freedom“ |
| 20.46 | Duran Duran                                                                        | „A View to a Kill“ „Union of the Snake“ „Save a Prayer“ „The Reflex“ |
| 21.20 | Patti LaBelle                                                                      | „New Attitude“ „Imagine“ „Forever Young“ „Stir It Up“ „Over the Rainbow“ „Why Can't I Get It Over“ |
| 21.50 | Hall & Oates (společně s Eddiem Kendricksem a Davidem Ruffinem)                    | „Out of Touch“ „Maneater“ „Get Ready“ (společně s Eddiem Kendricksem) „Ain't Too Proud to Beg“ (společně s Davidem Ruffinem) „The Way You Do the Things You Do“ „My Girl“ (společně s Eddiem Kendricksem a Davidem Ruffinem) |
| 22.15 | Mick Jagger / Hall & Oates / Eddie Kendricks / David Ruffin / Tina Turner          | „Lonely at the Top“ „Just Another Night“ „Miss You“ „State of Shock“ (společně s Tinou Turner) „It's Only Rock 'n Roll (But I Like It)“ (společně s Tinou Turner)                                                            |
| 22.39 | Bob Dylan / Keith Richards / Ronnie Wood                                           | „Ballad of Hollis Brown“ „When the Ship Comes In“ „Blowin' in the Wind“ |
| 22.55 | USA for Africa                                                                     | „We Are the World“ |

### Jinde
| Čas   | Místo                                                    | Vystupující            | Odehrané písně                                                                         |
| ----- | -------------------------------------------------------- | ---------------------- | -------------------------------------------------------------------------------------- |
| 13.05 | Sydney, Austrálie                                        | Oz for Africa          | různé (v závislosti na vysílací stanici)                                               |
| 13.34 | studio (účinkující z Japonska)                           | Loudness               | „Gotta Fight“                                                                          |
| 13.34 | studio (účinkující z Japonska)                           | Off Course             | „Endless Night“                                                                        |
| 13.34 | studio (účinkující z Japonska)                           | Takako Shirai          | „Foolish War“                                                                          |
| 13.34 | studio (účinkující z Japonska)                           | Eikichi Yazawa         | „Take It Time“                                                                         |
| 13.34 | studio (účinkující z Japonska)                           | Motoharu Sano          | „Shame“                                                                                |
| 13.34 | studio (účinkující z Japonska)                           | Meiko Nakahara         | „Ro-Ro-Ro-Russian Roulette“ (z anime Dirty Pair)                                       |
| 14.12 | Vídeň, Rakousko                                          | Austria für Afrika(de) | „Warum?“                                                                               |
| 14.40 | Haag, Nizozemsko (ze Severomořského jazzového festivalu) | B. B. King             | „When It All Comes Down“ „Why I Sing the Blues“ „Don't Answer the Door“ „Rock Me Baby“ |
| 15.10 | Bělehrad, Jugoslávie                                     | YU Rock Misija         | „Za milion godina“                                                                     |
| 15.55 | Moskva, Sovětský svaz                                    | Autograph              | „Golovokruženje“ „Nam nužen mir“                                                       |
| 16.27 | Kolín nad Rýnem, Západní Německo                         | Band für Afrika(de)    | „Nackt Im Wind“ „Ein Jahr (Es geht voran)“                                             |
| 20.44 | Norsko                                                   | Stavanger for Africa   | „All of Us“                                                                            |
| 20.44 | Norsko                                                   | Forente Artister       | „Sammen for Livet“                                                                     |
| 21.19 | studio                                                   | Kool & the Gang        | „Stand Up and Sing“ „Cherish“                                                          |
| 2.11  | Londýn, Velká Británie                                   | Cliff Richard          | „A World of Difference“                                                                |